# Sportlövészet az 1920. évi nyári olimpiai játékokon
Az 1920. évi nyári olimpiai játékokon a sportlövészetben huszonegy versenyszámot rendeztek.

## Éremtáblázat
(A rendező ország csapata és a magyar érmesek eltérő háttérszínnel, az egyes számoszlopok legmagasabb értéke, vagy értékei vastagítással kiemelve.)
| Az 1920. évi nyári olimpiai játékok éremtáblázata sportlövészetben | Az 1920. évi nyári olimpiai játékok éremtáblázata sportlövészetben | Az 1920. évi nyári olimpiai játékok éremtáblázata sportlövészetben | Az 1920. évi nyári olimpiai játékok éremtáblázata sportlövészetben | Az 1920. évi nyári olimpiai játékok éremtáblázata sportlövészetben | Olimpia  |
| ------------------------------------------------------------------ | ------------------------------------------------------------------ | ------------------------------------------------------------------ | ------------------------------------------------------------------ | ------------------------------------------------------------------ | -------- |
|                                                                    | Ország                                                             | Arany                                                              | Ezüst                                                              | Bronz                                                              | Összesen |
| 1.                                                                 | Egyesült Államok (USA)                                             | 13                                                                 | 4                                                                  | 6                                                                  | 23       |
| 2.                                                                 | Norvégia (NOR)                                                     | 5                                                                  | 2                                                                  | 4                                                                  | 11       |
| 3.                                                                 | Svédország (SWE)                                                   | 1                                                                  | 6                                                                  | 3                                                                  | 10       |
| 4.                                                                 | Dánia (DEN)                                                        | 1                                                                  | 2                                                                  | 0                                                                  | 3        |
| 5.                                                                 | Brazília (BRA)                                                     | 1                                                                  | 1                                                                  | 1                                                                  | 3        |
|                                                                    |                                                                    |                                                                    |                                                                    |                                                                    |          |
| 6.                                                                 | Franciaország (FRA)                                                | 0                                                                  | 2                                                                  | 0                                                                  | 2        |
| 7.                                                                 | Finnország (FIN)                                                   | 0                                                                  | 1                                                                  | 2                                                                  | 3        |
| 8.                                                                 | Belgium (BEL)                                                      | 0                                                                  | 1                                                                  | 0                                                                  | 1        |
| 8.                                                                 | Dél-afrikai Unió (RSA)                                             | 0                                                                  | 1                                                                  | 0                                                                  | 1        |
| 8.                                                                 | Görögország (GRE)                                                  | 0                                                                  | 1                                                                  | 0                                                                  | 1        |
|                                                                    |                                                                    |                                                                    |                                                                    |                                                                    |          |
| 11.                                                                | Svájc (SUI)                                                        | 0                                                                  | 0                                                                  | 5                                                                  | 5        |
|                                                                    |                                                                    |                                                                    |                                                                    |                                                                    |          |
| Összesen                                                           | Összesen                                                           | 21                                                                 | 21                                                                 | 21                                                                 | 63       |

## Érmesek
| Az 1920. évi nyári olimpiai játékok érmesei sportlövészetben | | | |
| Versenyszám                                                  | Arany | Ezüst | Bronz |
| Katonai pisztoly 30 m                                        | Guilherme Parãense · Brazília (BRA) · 274                                                                        | Raymond Bracken · Egyesült Államok (USA) · 272                                                                                | Fritz Zulauf · Svájc (SUI) · 269                                                                                       |
| Szabadpisztoly                                               | Karl Frederick · Egyesült Államok (USA)                                                                          | Afranio da Costa · Brazília (BRA)                                                                                             | Alfred Lane · Egyesült Államok (USA)                                                                                   |
| Pisztoly 30 méter csapat                                     | Egyesült Államok (USA) · Louis Harant · Alfred Lane · Karl Frederick · James Snook · Michael Kelly               | Görögország (GRE) · Alexandros Théophylakis · Ioannis Théophylakis · Georgios Moraitinis · Georgios Vaphiaidis · Iason Zappas | Svájc (SUI) · Fritz Zulauf · Fritz Kuchen · Willy Schnyder · Caspar Widmer · August Wiederkehr                         |
| Pisztoly 50 méter csapat                                     | Egyesült Államok (USA) · Karl Frederick · Alfred Lane · Raymond Bracken · James Snook · Michael Kelly            | Svédország (SWE) · Anders Andersson · Gunnar Gabrielsson · Sigvard Hultcrantz · Anders Johnson · Casimir Reuterskiöld         | Brazília (BRA) · Afranio da Costa · Sebastiao Wolf · Dario Barbosa · Fernando Soledade · Guilherme Parãense            |
| Futóvad egyes lövés                                          | Otto Olsen · Norvégia (NOR)                                                                                      | Alfred Swahn · Svédország (SWE)                                                                                               | Harald Natvig · Norvégia (NOR)                                                                                         |
| Futóvad kettős lövés                                         | Ole Lilloe-Olsen · Norvégia (NOR)                                                                                | Fredrik Landelius · Svédország (SWE)                                                                                          | Einar Liberg · Norvégia (NOR)                                                                                          |
| Futóvad egyes lövés, csapat                                  | Norvégia (NOR) · Harald Natvig · Otto Olsen · Ole Lilloe-Olsen · Einar Liberg · Hans Nordvig                     | Finnország (FIN) · Robert Tikkanen · Nestori Toivonen · Magnus Wegelius · Kaarlo Lappalainen · Yrjö Kolho                     | Egyesült Államok (USA) · Thomas Brown · Lawrence Nuesslein · Lloyd Spooner · Carl Townsend Osburn · Willis Lee         |
| Futóvad kettős lövés, csapat                                 | Norvégia (NOR) · Harald Natvig · Ole Andreas Lilloe-Olsen · Einar Liberg · Hans Nordvik · Thorstein Johansen     | Svédország (SWE) · Alfred Swahn · Oscar Swahn · Fredrik Landelius · Bengt Lagercrantz · Edvard Benedicks                      | Finnország (FIN) · Robert Tikkanen · Magnus Wegelius · Nestori Toivonen · Vilho Vauhkonen · Yrjö Kolho                 |
| Kisöbű puska fekvő 50 m.                                     | Lawrence Nuesslein · Egyesült Államok (USA)                                                                      | Arthur Rothrock · Egyesült Államok (USA)                                                                                      | Dennis Fenton · Egyesült Államok (USA)                                                                                 |
| Kisöbű puska csapat, 50 m.                                   | Egyesült Államok (USA) · Lawrence Nuesslein · Arthur Rothrock · Willis Lee · Dennis Fenton · Gunnery Schriver    | Svédország (SWE) · Sigvard Hultcrantz · Erik Ohlsson · Leonard Lagerlöf · Ragnar Stare · Olle Ericsson                        | Norvégia (NOR) · Östen Östensen · Olaf Sletten · Anton Olsen · Sigvart Johansen · Albert Helgerud                      |
| Kisöbű puska csapat, összetett                               | Egyesült Államok (USA) · Morris Fisher · Carl Townsend Osburn · Dennis Fenton · Lloyd Spooner · Willis Lee       | Norvégia (NOR) · Östen Östensen · Otto Olsen · Olaf Sletten · Ludvig Larsen · Harald Natvig                                   | Svájc (SUI) · Fritz Kuchen · Albert Tröndle · Arnold Rösli · Caspar Widmer · Jakob Reich                               |
| Nagyöbű puska 300 m. összetett                               | Morris Fisher · Egyesült Államok (USA)                                                                           | Niels Larsen · Dánia (DEN) | Östen Östensen · Norvégia (NOR)                                                                                        |
| Nagyöbű puska 600 m.                                         | Hugo Johansson · Svédország (SWE)                                                                                | Mauritz Eriksson · Svédország (SWE)                                                                                           | Lloyd Spooner · Egyesült Államok (USA)                                                                                 |
| Nagyöbű puska csapat, 300 m. álló                            | Dánia (DEN) · Lars Jørgen Madsen · Niels Hansen Larsen · Anders Petersen · Erik Saetter-Lassen · Anders Nielsen  | Egyesült Államok (USA) · Carl Townsend Osburn · Lawrence Nuesslein · Lloyd Spooner · Willis Lee · Thomas Brown                | Svédország (SWE) · Olle Ericsson · Carl Hugo Johansson · Leonard Lagerlöf · Walfried Hellman · Mauritz Eriksson        |
| Nagyöbű puska csapat, 300 m. fekvő                           | Egyesült Államok (USA) · Carl Townsend Osburn · Lloyd Spooner · Morris Fisher · Willis Lee · Joseph Jackson      | Franciaország (FRA) · Léon Johnson · Emile Rumeau · Achille Paroche · André Parmentier · Georges Roes                         | Finnország (FIN) · Vilho Vauhkonen · Magnus Wegelius · Veli Nieminen · Kaarlo Lappalainen · Voitto Kolho               |
| Nagyöbű puska csapat, 300 m, 600 m. fekvő                    | Egyesült Államok (USA) · Joseph Jackson · Willis Lee · Gunnery Schriver · Carl Townsend Osburn · Lloyd Spooner   | Norvégia (NOR) · Otto Olsen · Albert Helgerud · Olaf Sletten · Östen Östensen · Jacob Onsrud                                  | Svájc (SUI) · Fritz Kuchen · Albert Tröndle · Arnold Rösli · Walter Lienhard · Caspar Widmer                           |
| Nagyöbű puska csapat, 600 m.                                 | Egyesült Államok (USA) · Dennis Fenton · Gunnery Schriver · Willis Lee · Lloyd Spooner · Joseph Jackson          | Dél-afrikai Unió (RSA) · David Smith · Robert Bodley · Ferdinand Buchanan · George Harvey · Frederick Morgan                  | Svédország (SWE) · Mauritz Eriksson · Carl Hugo Johansson · Gustav Adolf Jonsson · Erik Blomkvist · Erik Ohlsson       |
| Hadipuska 300 m. álló                                        | Carl Osburn · Egyesült Államok (USA)                                                                             | Lars Jørgen Madsen · Dánia (DEN)                                                                                              | Lawrence Nuesslein · Egyesült Államok (USA)                                                                            |
| Hadipuska 300 m. fekvő                                       | Otto Olsen · Norvégia (NOR)                                                                                      | Léon Johnson · Franciaország (FRA)                                                                                            | Fritz Kuchen · Svájc (SUI)                                                                                             |
| Trap, egyéni                                                 | Mark Arie · Egyesült Államok (USA) · 95                                                                          | Frank Troeh · Egyesült Államok (USA) · 93                                                                                     | Frank Wright · Egyesült Államok (USA) · 87                                                                             |
| Trap, csapat                                                 | Egyesült Államok (USA) · Mark Arie · Frank Troeh · Frank Wright · Frederick Plum · Horace Bonser · Forest McNeir | Belgium (BEL) · Albert Bosquet · Joseph Cogels · Emile Dupont · Henri Quersin · Louis Van Tilt · Edouard Fesinger             | Svédország (SWE) · Erik Lundquist · Per Kinde · Fredrik Landelius · Alfred Swahn · Karl Richter · Erik Sökjer-Petersén |